# Christian Henrik Glass
Christian Henrik Glass, född den 18 maj 1821 i Köpenhamn, död där den 11 augusti 1893, var en dansk musiker. Han var far till Louis Glass.
Som ung utbildades Glass i Giuseppe Sibonis konservatorium som sångare för teatern och fick anställning i dennas kör. Men då hans röstresurser gick förlorade, blev han först skådespelare, därefter musiker, i det han särskilt började ägna sig åt pianospel. Några år (1846–1849) var han anställd vid Aarhus latinskola som lärare i sång, senare blev han organistvikarie i slottskyrkan i Köpenhamn. Från 1859 och till sin död 1893 var han organist vid den reformerta kyrkan i samma stad. Som pianolärare och grundare av ett konservatorium för pianospel var han verksam med stor energi. Av hans kompositioner spelades särskilt hans instruktiva pianostycken; dessutom skrev han flera sånger, en trio, tre konsertouvertyrer för orkester, en sorgmarsch över Fredrik VII med mera.